# Batiar
Le terme de batiar (en polonais baciar, en ukrainien батяр) désigne de façon populaire une certaine classe d'habitants de la ville de Lviv. Il est considéré comme faisant partie de la sous-culture de la ville, celle du style de vie des knajpa (mauvais bistrots), et est devenu un phénomène au début du XXe siècle (au moment où la ville était polonaise), bien que ses racines remontent au milieu du XIXe siècle. La culture batiar a décliné après l'annexion de la Pologne orientale par l'Union soviétique en 1939. Les autorités soviétiques ont expulsé la plupart des habitants polonais et supprimé la culture polonaise locale. Cependant, l'usage du terme s'est maintenu, et il est devenu aujourd'hui affectueux. Depuis 2008, Lviv célèbre la « Journée internationale du Batiar », lancée par l'entreprise Dik-Art en coopération avec le conseil municipal de Lviv.

## Histoire
Il est probable que le mot « batiar » vienne du hongrois betyár, qui signifie « bandit de grand chemin », « aventurier », « vagabond ». Selon Urszula Jakubowska, le terme de « batiar » est apparu lorsque Lviv faisait partie de l'Empire austro-hongrois. Les policiers (qui à l'époque étaient souvent hongrois) poursuivaient les hooligans en les traitant de « betyár ». Les habitants de Lviv ont apprécié ce nom, qui est entré dans leur vocabulaire quotidien. Selon Kazimierz Chłędowski, l'auteur de ce terme est le journaliste Jan Lam (en). Il avance que « Lam a laissé derrière lui de nombreuses expressions dans le dictionnaire galicien, parmi lesquelles le nom de baciarz (« hooligan ») décrivant un individu vivant au jour le jour, négligé, sale, ivre, dont on ne parle qu'avec mépris ».
Les batiars parlaient leur version distinctive de la langue polonaise, qui s'appelait le Bałak et était une variante du dialecte de Lwów. Dans l'imaginaire commun, le batiar typique était généralement un citoyen urbain en difficulté financière, mais honnête et généreux, doté d'un grand sens de l'humour. Parmi les batiars les plus célèbres, on trouve des noms tels que les personnalités de la radio Kazimierz Wajda (en) et Henryk Vogelfänger (en), ainsi que le footballeur Michał Matyas.
À l'époque de l'essor de la culture batiar, le poète juif polonais léopolitain Emanuel Szlechter (en) a écrit les paroles d'une chanson devenue célèbre en Pologne, Tylko we Lwowie (« Il n'y a qu'à Lwów »), laquelle est devenue l'hymne des batiars, et la musique d'accompagnement a été écrite par un autre Juif polonais, Henryk Wars.